# Basilique Saint-Jean de Berlin
Pour les articles homonymes, voir basilique Saint-Jean, basilique Saint-Jean-Baptiste et cathédrale Saint-Jean-Baptiste.
La basilique Saint-Jean (en allemand : St.-Johannes-Basilika) est une basilique catholique située dans le quartier berlinois de Neukölln, en Allemagne. Sa construction s'est déroulée entre 1894 et 1897. Elle est consacrée à saint Jean le Baptiste. Elle est également cathédrale de l'ordinariat militaire d'Allemagne.

## Historique

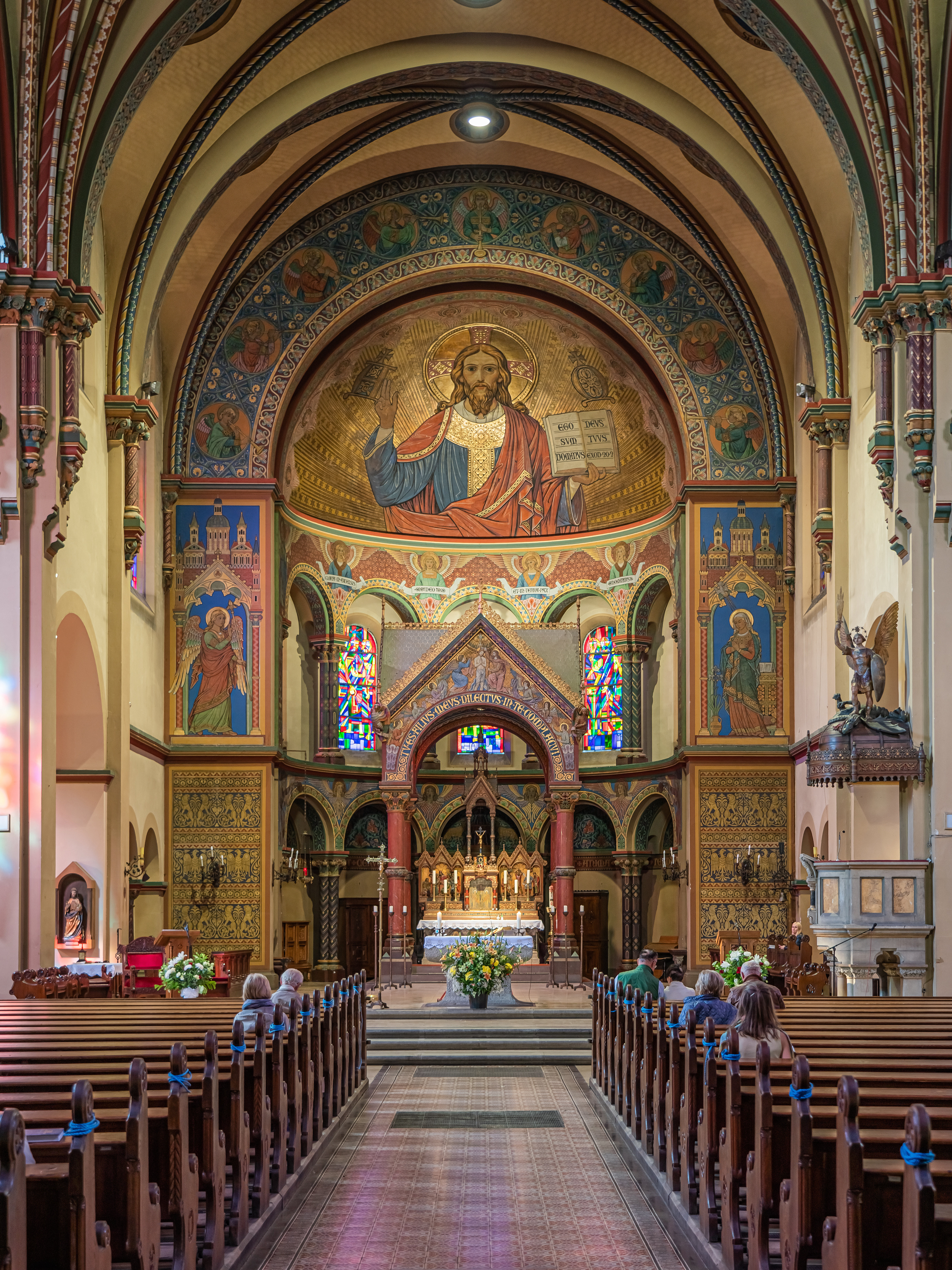
L'intérieur

Elle fut bâtie pour servir d'église catholique de garnison, et fut inaugurée le 8 mai 1897, en même temps que son pendant luthérien, l'église de Südstern, par l'empereur Guillaume II et son épouse l'impératrice Augusta-Victoria de Schleswig-Holstein.
Le pape Pie X l'éleva au rang de basilique mineure le 3 décembre 1906. La basilique a ensuite survécu aux deux guerres mondiales. Pendant la Première Guerre mondiale, elle conserva ses cloches en raison de l'importance qu'elle avait pour les soldats de confession catholique. Pendant la Seconde Guerre mondiale, en revanche, deux cloches furent fondues pour participer à l'effort de guerre.
Bien qu'endommagée par les bombardements, la basilique fut immédiatement utilisée pour célébrer des messes après la fin de la guerre, en attendant que la cathédrale Sainte-Edwige soit reconstruite.
Depuis le 1er février 2005, elle la cathédrale de l'ordinariat militaire d'Allemagne.
C'est un édifice classé et la plus grande église catholique de Berlin. Sa paroisse a récemment[Quand ?] fusionné avec celle de l'église Saint-Boniface de Kreuzberg.

## Source
- (de) Cet article est partiellement ou en totalité issu de l’article de Wikipédia en allemand intitulé « Johannes-Basilika (Berlin) » (voir la liste des auteurs).